# 红角蒲公英
红角蒲公英（学名：Taraxacum luridum）是菊科蒲公英属的植物。分布在巴基斯坦、俄罗斯、伊朗、哈萨克斯坦、阿富汗以及中国大陆的新疆等地，生长于海拔3,000米的地区，一般生于河谷草甸或洼地处，目前尚未由人工引种栽培。